# فرودگاه موکپو
فرودگاه موکپو (به انگلیسی: Mokpo Airport) (به زبان بومی: 목포공항) یک فرودگاه تعطیل با کد یاتا MPK است که یک باند فرود آسفالت دارد و طول باند آن ۱۶۰۰ متر است. این فرودگاه در شهر موکپو کشور کره جنوبی قرار دارد و در ارتفاع ۷ متری از سطح دریا واقع شده‌است.